# Acidaliodes eoides
Acidaliodes eoides là một loài bướm đêm trong họ Noctuidae.